# Macromia polyhymnia
Macromia polyhymnia – gatunek ważki z rodziny Macromiidae.